# Всеукраїнські змагання з біатлону серед учнів ДЮСШ 2017
Всеукраїнські змагання з біатлону серед учнів ДЮСШ — це змагання юних українських біатлоністів 1998—2004 років народження, що проходили з 8 по 11 лютого 2017 року в місті Суми.
У змаганнях взяли участь понад 100 спортсменів з команд Сум і Сумської області, Львівської області, Чернігова, Києва і Київської області, Харкова.
 
Змагання проходили в індивідуальній гонці, спринті та змішаній естафеті.

## Кількість учасників і завойованих медалей серед територій України
| Територія            | Кількість медалей | Медалі | Медалі | Медалі |
| Територія            | Кількість медалей | 1      | 2      | 3      |
| -------------------- | ----------------- | ------ | ------ | ------ |
| Сумська область      | 14                | 3      | 4      | 7      |
| Чернігівська область | 6                 | 2      | 4      | 0      |
| Київ                 | 2                 | 2      | 0      | 0      |
| Львівська область    | 3                 | 1      | 1      | 1      |
| Харківська область   | 2                 | 1      | 0      | 1      |
| Всього               | 27                | 9      | 9      | 9      |

## Результати змагань
| Гонка | Хлопці | Дівчата |
| --- | --- | --- |
| Індивідуальна гонка 1. 9 лютого 2017 Старші юнаки (1998—1999 р.н): 7,5 км 2. 8 лютого 2017 Старші дівчата (1998—1999 р.н.): 10 км   | 1. Харківська область Юрій Ситник (Харків) — (2) 21:12,0 2. Львівська область Олег Патласов (Львів) — (3) 22:08,1 3. Львівська область Василь Копитко (Львів) — (6) 23:17,9 | 1. Сумська область Дар'я Задко (Глухів) — (6) 39:31,4 2. Сумська область Дар'я Рябіченко (Суми) — (5) 40:41,2 3. Сумська область Олена Токар (Суми) — (7) 41:03,9                |
| Індивідуальна гонка 1. 9 лютого 2017 Середні юнаки (2000—2001 р.н.): 6 км 2. 8 лютого 2017 Середні дівчата (2000—2001 р.н.): 7,5 км | 1. Чернігівська область Арсен Бочок (Чернігів) — (3) 17:54,5 2. Сумська область Дмитро Грущак (Суми) — (3) 18:18,6 3. Сумська область Володимир Кошман (Суми) — (4) 18:20,2 | 1. Чернігівська область Дарина Чалик (Чернігів) — (4) 28:01,8 2. Сумська область Наталія Губко (Глухів) — (3) 29:53,6 3. Сумська область Анастасія Дідоренко — (4) 30:39,1       |
| Індивідуальна гонка 1. 9 лютого 2017 Молодші юнаки (2002—2004 р.н): 5 км 2. 8 лютого 2017 Молодші дівчата (2002—2004 р.н.: 6 км     | 1. Київ Сергій Кришталь (Київ) — (4) 14:06,2 2. Чернігівська область Марк Козак (Чернігів) — (5) 14:25,7 3. Харківська область Степан Кінаш (Харків) — (7) 15:08,4.         | 1. Сумська область Тетяна Продан (Глухів) — (5) 27:11,6 2. Чернігівська область Аліна Велігорська (Чернігів) — (7) 27:45,9 3. Сумська область Аліна Казбан (Суми) — (4) 27:46,8. |

10 лютого дівчата змагалися в спринтерських гонках: Старші дівчата (1998-99 р.н., 6 км):
1. Діана Мізіков (Київ) — (0) 20:10,6
2. Дарина задком (Глухів) — (4) 20:41,1
3. Вікторія Єрмакова (Ромни) — (5) 21:44,8

Середні дівчата (2000-01 р.н., 5 км):
1. Юлія Городна (Львів) — (2) 15:52,7
2. Юлія Костюк (Чернігів) — (3) 15:54,1
3. Анастасія Дідоренка (Суми) — (4) 16:26,9

Молодші дівчата (2002—2004 р.н., 5 км):
1. Аліна Єременко (Глухів) — (3) 15:47,1
2. Олександра Михальчук (Чернігів) — (1) 15:53,4
3. Тетяна Продан (Глухів) — (5) 16:06,3[3].

За результатами змагань перше місце посіла команда ОДЮСШ «Регіональний центр зимових видів спорту» (Сумська область) із загальною кількістю очок 702, другою стала СДЮШОР з лижного спорту міста Чернігів - 526 очок, третє місце посіла команда ДЮСШ «Янтар» міста Новояворівськ Львівської області.